# Újpesti Baptista Gyülekezet
Az Újpesti Baptista Gyülekezet a Magyarországi Baptista Egyház egyik gyülekezete, mely Budapesten, a Kassai u. 26. szám alatt található meg. Lelkésze Mészáros Kornél, aki egyben a Magyarországi Baptista Egyház főtitkára.

## A gyülekezet története
Az újpesti baptisták története egyidősnek tekinthető a baptista misszió magyarországi kezdetével. Pest, Buda, Óbuda egyesítésének évében, 1873-ban érkezett Magyarországra Meyer Henrik(1842-1919), mint a Brit és Külföldi Bibliatársulat bibliaterjesztője. 1873. március 6-án járt először a Károlyi család által alapított településen, Újpesten. Ez az akkor önálló település Meyer korabeli naplójában Neupest néven szerepel. Emlékirataiban többször is megemlékezik magyarországi munkájának kezdetéről, köztük újpesti látogatásairól is. Az 1870-es évek második felében családoknál tartották az összejöveteleket.
A gyülekezet első bemerítése 1880-ban volt a Dunában, ezzel az eseménnyel jött létre az Újpesti Baptista Gyülekezet, mint a Wesselényi utcai németajkú gyülekezet missziói állomása. Az első gyülekezet 26 tagot számlált.
Az első újpesti baptista imaterem 1880. május 5-én nyílt meg a mai Árpád út, az akkori Fő utca 46-ban. Az imaterem megnyitása nem talált támogatásra az akkori hatóságoknál, s Meyer Henrik mint a misszió vezetője hiába jelentette be és hívta meg a „Dicséretes Újpesti Magisztrátust”, ők elzárkóztak a gyülekezettől, sőt az újpesti bíró, a váci szolgabíró utasítására közölte, hogy a bejelentett istentiszteleteket nem engedélyezi. Később Pest megye alispánja adott engedélyt az imaterem működéséhez. Az Újpesti gyülekezet 1901-ben önállósult addig a Budapest-Wesselényi utcai gyülekezet fiókgyülekezeteként működött. 1890-től a Lőrinc utcában, majd 1903-tól mai temploma helyén Wiegand Ágoston (1864-1924), későbbi bécsi prédikátor vezetésével épült imaterem. A mai imaház elődje Metzler Antal építész tervei szerint épült 1914-ben. Az építkezést a Duna-menti németek, valamint József Ágost főherceg támogatta.
Első önálló lelkésze Gerwich György (1871-1952) volt, aki a hamburgi baptista teológián végzett. A közösség nyelve az 1920-as évekig német volt, az istentiszteletek tolmácsolással zajlottak. A húszas években lett egyre erőteljesebb a magyar befolyás, s kezdődtek a magyar nyelvű istentiszteletek.
A templomot 1982-ben a lebontás veszélye fenyegette, mivel Újpest fejlődésével számos tízemeletes épület épült köré. Hogy megmaradhasson, Révész Benjámin lelkész vezetésével át kellett építeni az épületet, ami együtt járt egy komoly modernizálással is. Szószékét és bemerítő medencéjét Pannonhalmi Zsuzsa Iparművész, keramikus Pannonhalmi Béla korábbi lelkész unokája alkotta meg.
A gyülekezetben számos hazai és külföldi híres személy fordult már meg, olyan közismert személyek is álltak már szószékén, mint Ralph Abernathy lelkész, Martin Luther King közvetlen munkatársa, James Irwin holdutazó, az Apollo–15 űrhajósa, vagy Cliff Richard világhírű rockénekes.

### Lelkészek
- 1901-től Gerwich György
- 1922-től Pannonhalmi Béla
- 1940-től Mészáros Sándor
- 1944-től dr. Haraszti Sándor
- 1952-től dr. Kovács Géza
- 1961-től Vass Ferenc
- 1965-től dr. Gerzsenyi László
- 1973-tól Kalkó József
- 1975-től Lázi Sándor
- 1979-1996 között Révész Benjámin
- 1996-2005 között Újvári Ferenc
- 2007-től Mészáros Kornél

## Gyülekezeti élet

### Baba-mama klub
Havonta egyszer az Újpesti Baptista gyülekezetben összegyűlhetnek a szomszédos gyülekezetek kismamái és kisgyermekes anyukái, és gyermeknevelési illetve családot érintő kérdésekről beszélgetnek.

### Vasárnapi iskola
Minden vasárnap reggel 9:15-kor kezdődik a gyermekek vasárnapi iskolája. Jelenleg öt korcsoportban folyik a foglalkozás.

### Ifjúság
A gyülekezetben 1904 óta működik az ifjúsági csoport, és már több, mint 100 éve tartanak péntek esténként összejöveteleket, ahol fiatalos témákról beszélgetnek, tanulmányozzák a Bibliát, és közösen énekelnek.

### Fiatal felnőttek köre (FFK)
A csoportos Bibliatanulmányozás egyik csoportja, akik maguk külön is szerveződnek programokba, és sok egyéb szolgálatot is vállalnak.

### Csoportos Biblia tanulmányozás
A hónap második és negyedik vasárnapján 9:15-től korcsoportonként vagy az imaházban csoportos bibliatanulmányozás.

### Anna női kör
Minden második hét szerda délelőtt a nyugdíjas nők találkoznak és süteményes tálak mellett Isten dolgairól beszélgethetnek, és a gyülekezetért imádkoznak.

## Misszió

### Kórházmisszió
A gyülekezet kis csoportja rendszeres látogatást tesz kórházban fekvő betegeknél, lelki támogatást nyújtva feléjük. 

## Zenei élet
Az újpesti énekkar 1890-ben alakult Wiegand Ágoston vezetésével. Wiegand Ágostont Kőszeghy Árpád, majd Csemely (Dúró) János követte. Az ezredforduló környékén Beharka Pál, a Magyar Köztársaság Érdemrend Kiskeresztjével kitüntetett orgonaművész volt a gyülekezet zenei életének irányítója, és tőle 2010-től egyre inkább Tóka Ágoston, Junior Prima díjas és Fischer Annie ösztöndíjas orgonista vette át a szolgálatot. 1982-től Kovács István az énekkar karmestere. Több mint 30 éve a gyülekezet ad otthont az Országos Egyházzenei Tanfolyamnak, alkalmanként mintegy 100-150 fiatal részvételével.

### Orgona
Az imaházban 1939-ben egy kis orgonát állítottak fel, amelyet az 1942-ben épült Váradi-féle kétmanuálos 6 regiszteres orgona váltott fel, s ez több mint 30 éven át volt használatban. 1975-ben orgonabővítésre került sor. A mai 32 regiszteres orgona 1982-ben épült, s a jó hangzású hangszert a svéd baptisták által küldött nyelvsípok orgonahangversenyek megtartására is alkalmassá teszik. 1996 májusában, a magyarországi baptista misszió 150. jubileumára készült el az orgona regisztrálásának számítógépes vezérlése.

### Énekkar
Már a harmincas, negyvenes években működött vonószenekar Újpesten Csermely János vezetésével. Beharka Pál újpesti működésének kezdetétől szívügyének tekintette a fiatalok zenei nevelését. Sokan tanultak az újpesti Erkel Gyula Zeneiskolában is. Részben az ő kezdeményezésének eredménye, hogy ma jól képzett, hivatásos zenészek is vannak az újpesti gyülekezetben. A zenekari munkát hosszú éveken át Frittmann Zsombor vezette. Újpestről indult Meláth Andrea énekművészi pályája, akit 2001-ben Liszt Ferenc-díjjal tüntettek ki. A gyülekezet önállósulásának 100. jubileuma alkalmával, 2001-ben „Hű pásztor az Úr” - 100 év istendicséret címmel CD és kazetta jelent meg a gyülekezet zenei életét bemutatva. 2004-ben, Beharka Pál orgonaművész 75, születésnapján jelent meg „Százszínű orgonahang” címmel a gyülekezet orgonáján készült CD-je.

### Harangzenekar
Az újpesti harangkórus 1990-ben alakult meg Kovács István vezetésével. Őt követte Simon Norbert. A harangzenekart ma Széll Edmond vezeti.

### Ubifi worship
Az Újpesti Baptista Ifjúság elmúlt száz évében minden generációja ki tudott állítani olyan embereket, akik összeállva zenével dicsőítették Istent. Az elmúlt évtizedekben együtteseket is alapítottak, melyek elsődlegesen ifjúsági alkalmakkor lépnek fel.